# Lokomotiva 311D

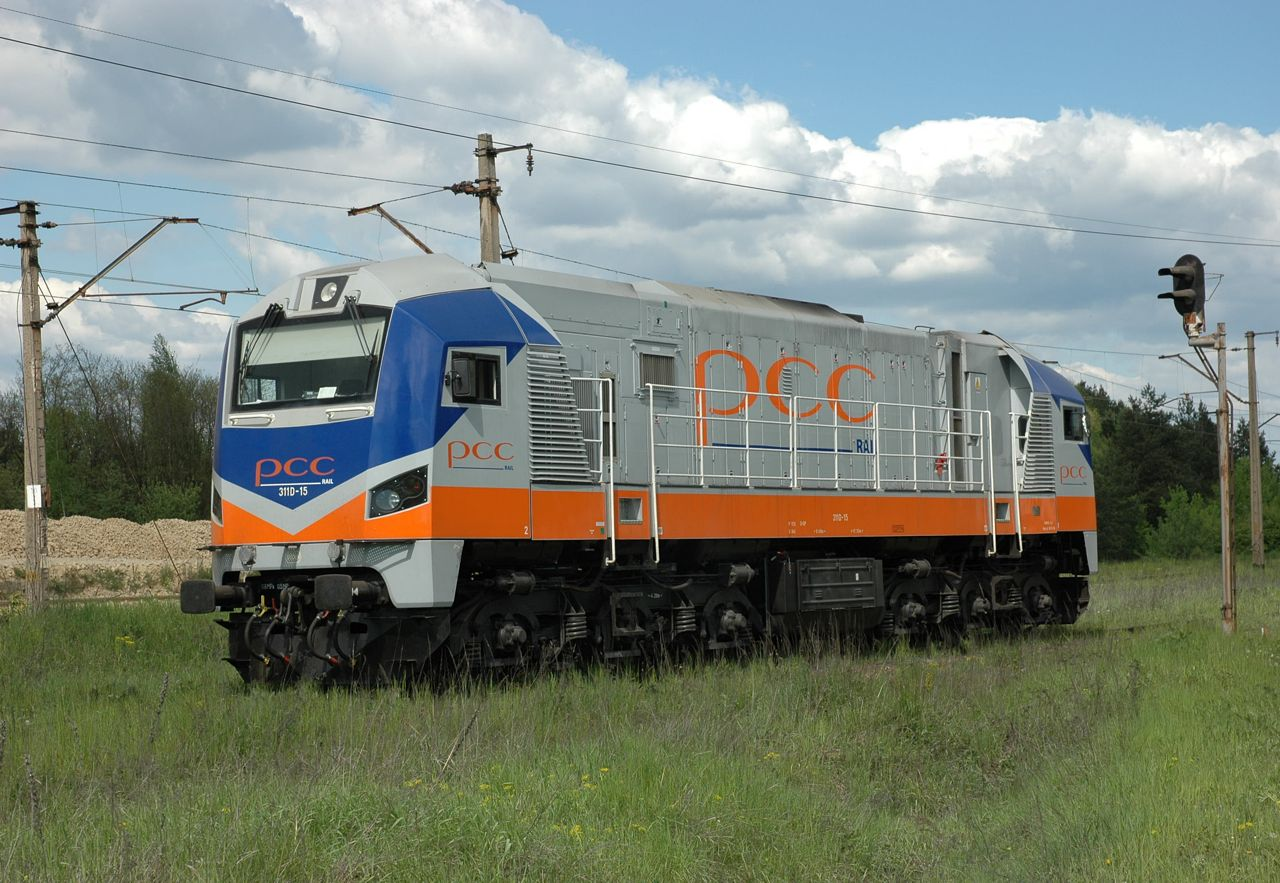
Normálněrozchodná lokomotiva 311D v barvách PCC Rail

Lokomotiva 311D je motorová lokomotiva, která vznikla přestavbou z motorové lokomotivy typu M62 sovětského původu. Přestavby lokomotiv M62 na 311D provádí polská společnost Newag Nowy Sącz ve spolupráci s General Electric (GE).

## Technický popis
Modernizovaná lokomotiva typu 311D je postavena na původním rámu lokomotivy M62, původní zůstaly také podvozky a nádrž na palivo. Na koncích hlavního rámu lokomotivy jsou umístěny nové kabiny strojvedoucího, mezi něž je nainstalován hnací modul společnosti GE. Tento modul se skládá ze čtyřdobého vznětového motoru GE 7FDL12 o výkonu 2163 kW a elektrického generátoru. Z generátoru jsou napájeny původní trakční motory ED118. Lokomotiva je dále vybavena novým řídicím systémem GE BrightStar. Hmotnost lokomotivy ve službě je 120 tun, maximální rychlost 100 km/h. Modernizace jsou prováděny ve verzích pro normální (1435 mm) i široký (1520 mm) rozchod.

## Výroba a provoz

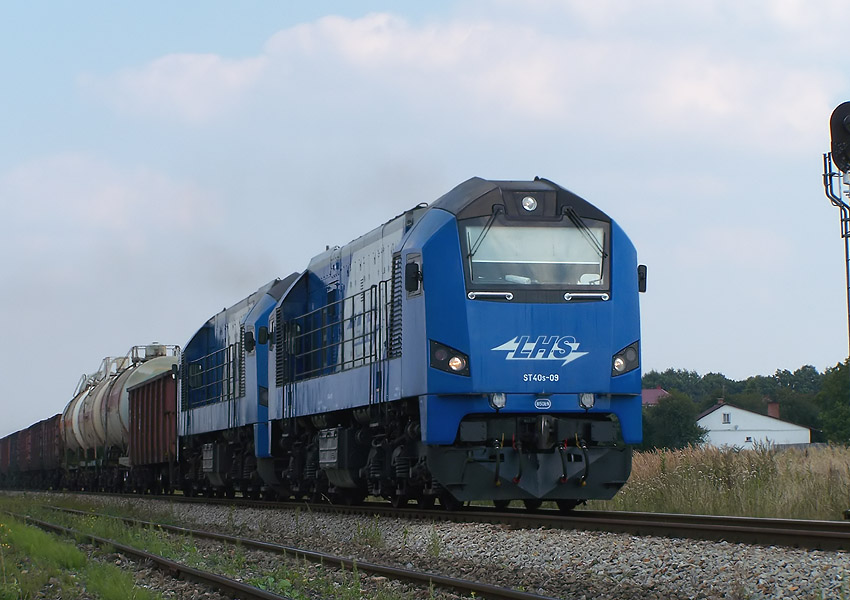
Dvojice širokorozchodných lokomotivy typu 311Da (řada ST40s) ve službách PKP LHS

Prvních 20 modernizací provedla společnost NEWAG pro leasingovou firmu CBRail. 12. září 2007 byly lokomotivy tohoto typu schváleny pro provoz v Polsku. První lokomotivu tohoto typu převzala společnost Heavy Haul Power International pro svoji polskou dceru Kolej Bałtycka. Dalším provozovatelem se stal dopravce PCC Rail, který si od CBRail pronajal 15 strojů na 10 let. Stroje v širokorozchodné verzi si pak objednal dopravce PKP Linia Hutnicza Szerokotorowa (PKP LHS). Širokorozchodné lokomotivy jsou výrobcem označeny jako typ 311Da, u PKP LHS byly posléze označeny řadou ST40s.
Po schválení českým Drážním úřadem zajíždějí od roku 2008 lokomotivy tohoto typu ve službách PCC Rail také do české pohraniční stanice Petrovice u Karviné.
Od roku 2018 používá tyto lokomotivy rovněž největší polský nákladní dopravce PKP Cargo, který tím řeší aktuální nedostatek velkých traťových lokomotiv.